# 세르비아 몬테네그로 축구 국가대표팀
세르비아 몬테네그로 축구 국가대표팀은 세르비아 몬테네그로를 대표하는 축구 국가대표팀이다. 1992년에 유고슬라비아 사회주의 공화국이 붕괴되면서 유고슬라비아 연방 공화국이 구성되었을 때 생겼으며, 2003년 국호 변경을 거쳐 연방이 해체된 2006년까지 존재했었다.

## 국제대회 기록

### FIFA 월드컵
| FIFA 월드컵 본선 기록 | FIFA 월드컵 본선 기록 | FIFA 월드컵 본선 기록 | FIFA 월드컵 본선 기록 | FIFA 월드컵 본선 기록 | FIFA 월드컵 본선 기록 | FIFA 월드컵 본선 기록 | FIFA 월드컵 본선 기록 | FIFA 월드컵 본선 기록 | FIFA 월드컵 본선 기록 | FIFA 월드컵 본선 기록 | FIFA 월드컵 본선 기록 | FIFA 월드컵 본선 기록 | FIFA 월드컵 본선 기록 | FIFA 월드컵 본선 기록 | FIFA 월드컵 본선 기록 | FIFA 월드컵 본선 기록 |
| 년도                  | 결과                  | 순위                  | 경기                  | 승                    | 무*                   | 패                    | 득점                  | 실점                  | 승점                  | 경기                  | 승                    | 무*                   | 패                    | 득점                  | 실점                  | 승점                  |
| --------------------- | --------------------- | --------------------- | --------------------- | --------------------- | --------------------- | --------------------- | --------------------- | --------------------- | --------------------- | --------------------- | --------------------- | --------------------- | --------------------- | --------------------- | --------------------- | --------------------- |
| 1930년                | 유고슬라비아로 참가   | 유고슬라비아로 참가   | 유고슬라비아로 참가   | 유고슬라비아로 참가   | 유고슬라비아로 참가   | 유고슬라비아로 참가   | 유고슬라비아로 참가   | 유고슬라비아로 참가   | 유고슬라비아로 참가   | 유고슬라비아로 참가   | 유고슬라비아로 참가   | 유고슬라비아로 참가   | 유고슬라비아로 참가   | 유고슬라비아로 참가   | 유고슬라비아로 참가   | 유고슬라비아로 참가   |
| 1934년                | 유고슬라비아로 참가   | 유고슬라비아로 참가   | 유고슬라비아로 참가   | 유고슬라비아로 참가   | 유고슬라비아로 참가   | 유고슬라비아로 참가   | 유고슬라비아로 참가   | 유고슬라비아로 참가   | 유고슬라비아로 참가   | 유고슬라비아로 참가   | 유고슬라비아로 참가   | 유고슬라비아로 참가   | 유고슬라비아로 참가   | 유고슬라비아로 참가   | 유고슬라비아로 참가   | 유고슬라비아로 참가   |
| 1938년                | 유고슬라비아로 참가   | 유고슬라비아로 참가   | 유고슬라비아로 참가   | 유고슬라비아로 참가   | 유고슬라비아로 참가   | 유고슬라비아로 참가   | 유고슬라비아로 참가   | 유고슬라비아로 참가   | 유고슬라비아로 참가   | 유고슬라비아로 참가   | 유고슬라비아로 참가   | 유고슬라비아로 참가   | 유고슬라비아로 참가   | 유고슬라비아로 참가   | 유고슬라비아로 참가   | 유고슬라비아로 참가   |
| 1950년                | 유고슬라비아로 참가   | 유고슬라비아로 참가   | 유고슬라비아로 참가   | 유고슬라비아로 참가   | 유고슬라비아로 참가   | 유고슬라비아로 참가   | 유고슬라비아로 참가   | 유고슬라비아로 참가   | 유고슬라비아로 참가   | 유고슬라비아로 참가   | 유고슬라비아로 참가   | 유고슬라비아로 참가   | 유고슬라비아로 참가   | 유고슬라비아로 참가   | 유고슬라비아로 참가   | 유고슬라비아로 참가   |
| 1954년                | 유고슬라비아로 참가   | 유고슬라비아로 참가   | 유고슬라비아로 참가   | 유고슬라비아로 참가   | 유고슬라비아로 참가   | 유고슬라비아로 참가   | 유고슬라비아로 참가   | 유고슬라비아로 참가   | 유고슬라비아로 참가   | 유고슬라비아로 참가   | 유고슬라비아로 참가   | 유고슬라비아로 참가   | 유고슬라비아로 참가   | 유고슬라비아로 참가   | 유고슬라비아로 참가   | 유고슬라비아로 참가   |
| 1958년                | 유고슬라비아로 참가   | 유고슬라비아로 참가   | 유고슬라비아로 참가   | 유고슬라비아로 참가   | 유고슬라비아로 참가   | 유고슬라비아로 참가   | 유고슬라비아로 참가   | 유고슬라비아로 참가   | 유고슬라비아로 참가   | 유고슬라비아로 참가   | 유고슬라비아로 참가   | 유고슬라비아로 참가   | 유고슬라비아로 참가   | 유고슬라비아로 참가   | 유고슬라비아로 참가   | 유고슬라비아로 참가   |
| 1962년                | 유고슬라비아로 참가   | 유고슬라비아로 참가   | 유고슬라비아로 참가   | 유고슬라비아로 참가   | 유고슬라비아로 참가   | 유고슬라비아로 참가   | 유고슬라비아로 참가   | 유고슬라비아로 참가   | 유고슬라비아로 참가   | 유고슬라비아로 참가   | 유고슬라비아로 참가   | 유고슬라비아로 참가   | 유고슬라비아로 참가   | 유고슬라비아로 참가   | 유고슬라비아로 참가   | 유고슬라비아로 참가   |
| 1966년                | 유고슬라비아로 참가   | 유고슬라비아로 참가   | 유고슬라비아로 참가   | 유고슬라비아로 참가   | 유고슬라비아로 참가   | 유고슬라비아로 참가   | 유고슬라비아로 참가   | 유고슬라비아로 참가   | 유고슬라비아로 참가   | 유고슬라비아로 참가   | 유고슬라비아로 참가   | 유고슬라비아로 참가   | 유고슬라비아로 참가   | 유고슬라비아로 참가   | 유고슬라비아로 참가   | 유고슬라비아로 참가   |
| 1970년                | 유고슬라비아로 참가   | 유고슬라비아로 참가   | 유고슬라비아로 참가   | 유고슬라비아로 참가   | 유고슬라비아로 참가   | 유고슬라비아로 참가   | 유고슬라비아로 참가   | 유고슬라비아로 참가   | 유고슬라비아로 참가   | 유고슬라비아로 참가   | 유고슬라비아로 참가   | 유고슬라비아로 참가   | 유고슬라비아로 참가   | 유고슬라비아로 참가   | 유고슬라비아로 참가   | 유고슬라비아로 참가   |
| 1974년                | 유고슬라비아로 참가   | 유고슬라비아로 참가   | 유고슬라비아로 참가   | 유고슬라비아로 참가   | 유고슬라비아로 참가   | 유고슬라비아로 참가   | 유고슬라비아로 참가   | 유고슬라비아로 참가   | 유고슬라비아로 참가   | 유고슬라비아로 참가   | 유고슬라비아로 참가   | 유고슬라비아로 참가   | 유고슬라비아로 참가   | 유고슬라비아로 참가   | 유고슬라비아로 참가   | 유고슬라비아로 참가   |
| 1978년                | 유고슬라비아로 참가   | 유고슬라비아로 참가   | 유고슬라비아로 참가   | 유고슬라비아로 참가   | 유고슬라비아로 참가   | 유고슬라비아로 참가   | 유고슬라비아로 참가   | 유고슬라비아로 참가   | 유고슬라비아로 참가   | 유고슬라비아로 참가   | 유고슬라비아로 참가   | 유고슬라비아로 참가   | 유고슬라비아로 참가   | 유고슬라비아로 참가   | 유고슬라비아로 참가   | 유고슬라비아로 참가   |
| 1982년                | 유고슬라비아로 참가   | 유고슬라비아로 참가   | 유고슬라비아로 참가   | 유고슬라비아로 참가   | 유고슬라비아로 참가   | 유고슬라비아로 참가   | 유고슬라비아로 참가   | 유고슬라비아로 참가   | 유고슬라비아로 참가   | 유고슬라비아로 참가   | 유고슬라비아로 참가   | 유고슬라비아로 참가   | 유고슬라비아로 참가   | 유고슬라비아로 참가   | 유고슬라비아로 참가   | 유고슬라비아로 참가   |
| 1986년                | 유고슬라비아로 참가   | 유고슬라비아로 참가   | 유고슬라비아로 참가   | 유고슬라비아로 참가   | 유고슬라비아로 참가   | 유고슬라비아로 참가   | 유고슬라비아로 참가   | 유고슬라비아로 참가   | 유고슬라비아로 참가   | 유고슬라비아로 참가   | 유고슬라비아로 참가   | 유고슬라비아로 참가   | 유고슬라비아로 참가   | 유고슬라비아로 참가   | 유고슬라비아로 참가   | 유고슬라비아로 참가   |
| 1990년                | 유고슬라비아로 참가   | 유고슬라비아로 참가   | 유고슬라비아로 참가   | 유고슬라비아로 참가   | 유고슬라비아로 참가   | 유고슬라비아로 참가   | 유고슬라비아로 참가   | 유고슬라비아로 참가   | 유고슬라비아로 참가   | 유고슬라비아로 참가   | 유고슬라비아로 참가   | 유고슬라비아로 참가   | 유고슬라비아로 참가   | 유고슬라비아로 참가   | 유고슬라비아로 참가   | 유고슬라비아로 참가   |
| 1994년                | 유고슬라비아로 참가   | 유고슬라비아로 참가   | 유고슬라비아로 참가   | 유고슬라비아로 참가   | 유고슬라비아로 참가   | 유고슬라비아로 참가   | 유고슬라비아로 참가   | 유고슬라비아로 참가   | 유고슬라비아로 참가   | 유고슬라비아로 참가   | 유고슬라비아로 참가   | 유고슬라비아로 참가   | 유고슬라비아로 참가   | 유고슬라비아로 참가   | 유고슬라비아로 참가   | 유고슬라비아로 참가   |
| 1998년                | 16강                  | 10위                  | 4                     | 2                     | 1                     | 1                     | 5                     | 4                     | 7                     | 12                    | 9                     | 2                     | 1                     | 41                    | 8                     | 29                    |
| 2002년                | 예선 탈락             | 예선 탈락             | 예선 탈락             | 예선 탈락             | 예선 탈락             | 예선 탈락             | 예선 탈락             | 예선 탈락             | 예선 탈락             | 10                    | 5                     | 4                     | 1                     | 22                    | 8                     | 19                    |
| 2006년                | 조별리그              | 32위                  | 3                     | 0                     | 0                     | 3                     | 2                     | 10                    | 0                     | 10                    | 6                     | 4                     | 0                     | 16                    | 1                     | 22                    |
| 2010년 이후           | 없음                  | 없음                  | 없음                  | 없음                  | 없음                  | 없음                  | 없음                  | 없음                  | 없음                  | 없음                  | 없음                  | 없음                  | 없음                  | 없음                  | 없음                  | 없음                  |
| 합계                  | 10회 진출(10/18)      | 4강(4위 2회)          | 40                    | 16                    | 8                     | 16                    | 62                    | 56                    | 56                    | 98                    | 58                    | 25                    | 15                    | 209                   | 85                    | 199                   |

### UEFA 유럽 축구 선수권 대회
| 1960년      | 유고슬라비아로 참가                  | 유고슬라비아로 참가                  | 유고슬라비아로 참가                  | 유고슬라비아로 참가                  | 유고슬라비아로 참가                  | 유고슬라비아로 참가                  | 유고슬라비아로 참가                  | 유고슬라비아로 참가                  | 유고슬라비아로 참가                  | 유고슬라비아로 참가                  | 유고슬라비아로 참가                  | 유고슬라비아로 참가                  | 유고슬라비아로 참가                  | 유고슬라비아로 참가                  | 유고슬라비아로 참가                  | 유고슬라비아로 참가                  |
| 1964년      | 유고슬라비아로 참가                  | 유고슬라비아로 참가                  | 유고슬라비아로 참가                  | 유고슬라비아로 참가                  | 유고슬라비아로 참가                  | 유고슬라비아로 참가                  | 유고슬라비아로 참가                  | 유고슬라비아로 참가                  | 유고슬라비아로 참가                  | 유고슬라비아로 참가                  | 유고슬라비아로 참가                  | 유고슬라비아로 참가                  | 유고슬라비아로 참가                  | 유고슬라비아로 참가                  | 유고슬라비아로 참가                  | 유고슬라비아로 참가                  |
| 1968년      | 유고슬라비아로 참가                  | 유고슬라비아로 참가                  | 유고슬라비아로 참가                  | 유고슬라비아로 참가                  | 유고슬라비아로 참가                  | 유고슬라비아로 참가                  | 유고슬라비아로 참가                  | 유고슬라비아로 참가                  | 유고슬라비아로 참가                  | 유고슬라비아로 참가                  | 유고슬라비아로 참가                  | 유고슬라비아로 참가                  | 유고슬라비아로 참가                  | 유고슬라비아로 참가                  | 유고슬라비아로 참가                  | 유고슬라비아로 참가                  |
| 1972년      | 유고슬라비아로 참가                  | 유고슬라비아로 참가                  | 유고슬라비아로 참가                  | 유고슬라비아로 참가                  | 유고슬라비아로 참가                  | 유고슬라비아로 참가                  | 유고슬라비아로 참가                  | 유고슬라비아로 참가                  | 유고슬라비아로 참가                  | 유고슬라비아로 참가                  | 유고슬라비아로 참가                  | 유고슬라비아로 참가                  | 유고슬라비아로 참가                  | 유고슬라비아로 참가                  | 유고슬라비아로 참가                  | 유고슬라비아로 참가                  |
| 1976년      | 유고슬라비아로 참가                  | 유고슬라비아로 참가                  | 유고슬라비아로 참가                  | 유고슬라비아로 참가                  | 유고슬라비아로 참가                  | 유고슬라비아로 참가                  | 유고슬라비아로 참가                  | 유고슬라비아로 참가                  | 유고슬라비아로 참가                  | 유고슬라비아로 참가                  | 유고슬라비아로 참가                  | 유고슬라비아로 참가                  | 유고슬라비아로 참가                  | 유고슬라비아로 참가                  | 유고슬라비아로 참가                  | 유고슬라비아로 참가                  |
| 1980년      | 유고슬라비아로 참가                  | 유고슬라비아로 참가                  | 유고슬라비아로 참가                  | 유고슬라비아로 참가                  | 유고슬라비아로 참가                  | 유고슬라비아로 참가                  | 유고슬라비아로 참가                  | 유고슬라비아로 참가                  | 유고슬라비아로 참가                  | 유고슬라비아로 참가                  | 유고슬라비아로 참가                  | 유고슬라비아로 참가                  | 유고슬라비아로 참가                  | 유고슬라비아로 참가                  | 유고슬라비아로 참가                  | 유고슬라비아로 참가                  |
| 1984년      | 유고슬라비아로 참가                  | 유고슬라비아로 참가                  | 유고슬라비아로 참가                  | 유고슬라비아로 참가                  | 유고슬라비아로 참가                  | 유고슬라비아로 참가                  | 유고슬라비아로 참가                  | 유고슬라비아로 참가                  | 유고슬라비아로 참가                  | 유고슬라비아로 참가                  | 유고슬라비아로 참가                  | 유고슬라비아로 참가                  | 유고슬라비아로 참가                  | 유고슬라비아로 참가                  | 유고슬라비아로 참가                  | 유고슬라비아로 참가                  |
| 1988년      | 유고슬라비아로 참가                  | 유고슬라비아로 참가                  | 유고슬라비아로 참가                  | 유고슬라비아로 참가                  | 유고슬라비아로 참가                  | 유고슬라비아로 참가                  | 유고슬라비아로 참가                  | 유고슬라비아로 참가                  | 유고슬라비아로 참가                  | 유고슬라비아로 참가                  | 유고슬라비아로 참가                  | 유고슬라비아로 참가                  | 유고슬라비아로 참가                  | 유고슬라비아로 참가                  | 유고슬라비아로 참가                  | 유고슬라비아로 참가                  |
| 1992년      | 유고슬라비아로 참가                  | 유고슬라비아로 참가                  | 유고슬라비아로 참가                  | 유고슬라비아로 참가                  | 유고슬라비아로 참가                  | 유고슬라비아로 참가                  | 유고슬라비아로 참가                  | 유고슬라비아로 참가                  | 유고슬라비아로 참가                  | 유고슬라비아로 참가                  | 유고슬라비아로 참가                  | 유고슬라비아로 참가                  | 유고슬라비아로 참가                  | 유고슬라비아로 참가                  | 유고슬라비아로 참가                  | 유고슬라비아로 참가                  |
| 1996년      | 유고슬라비아 전쟁으로 인해 출전 금지 | 유고슬라비아 전쟁으로 인해 출전 금지 | 유고슬라비아 전쟁으로 인해 출전 금지 | 유고슬라비아 전쟁으로 인해 출전 금지 | 유고슬라비아 전쟁으로 인해 출전 금지 | 유고슬라비아 전쟁으로 인해 출전 금지 | 유고슬라비아 전쟁으로 인해 출전 금지 | 유고슬라비아 전쟁으로 인해 출전 금지 | 유고슬라비아 전쟁으로 인해 출전 금지 | 유고슬라비아 전쟁으로 인해 출전 금지 | 유고슬라비아 전쟁으로 인해 출전 금지 | 유고슬라비아 전쟁으로 인해 출전 금지 | 유고슬라비아 전쟁으로 인해 출전 금지 | 유고슬라비아 전쟁으로 인해 출전 금지 | 유고슬라비아 전쟁으로 인해 출전 금지 | 유고슬라비아 전쟁으로 인해 출전 금지 |
| 2000년      | 8강                                  | 8위                                  | 4                                    | 1                                    | 1                                    | 2                                    | 8                                    | 13                                   | 4                                    | 8                                    | 5                                    | 2                                    | 1                                    | 18                                   | 8                                    | 17                                   |
| 2004년      | 예선 탈락                            | 예선 탈락                            | 예선 탈락                            | 예선 탈락                            | 예선 탈락                            | 예선 탈락                            | 예선 탈락                            | 예선 탈락                            | 예선 탈락                            | 8                                    | 3                                    | 3                                    | 2                                    | 11                                   | 11                                   | 12                                   |
| 2008년 이후 | 없음                                 | 없음                                 | 없음                                 | 없음                                 | 없음                                 | 없음                                 | 없음                                 | 없음                                 | 없음                                 |                                      |                                      |                                      |                                      |                                      |                                      |                                      |
| 합계        | 5회 진출(5/12)                       | 준우승(2회)                          | 14                                   | 3                                    | 2                                    | 9                                    | 22                                   | 39                                   | 11                                   | 72                                   | 43                                   | 15                                   | 14                                   | 143                                  | 73                                   | 144                                  |

### 하계 올림픽
| 올림픽 축구 기록 | 올림픽 축구 기록    | 올림픽 축구 기록    | 올림픽 축구 기록    | 올림픽 축구 기록    | 올림픽 축구 기록    | 올림픽 축구 기록    | 올림픽 축구 기록    | 올림픽 축구 기록    | 올림픽 축구 기록    |
| 년도             | 결과                | 순위                | 경기                | 승                  | 무*                 | 패                  | 득점                | 실점                | 승점                |
| ---------------- | ------------------- | ------------------- | ------------------- | ------------------- | ------------------- | ------------------- | ------------------- | ------------------- | ------------------- |
| 1900년           | 불참                | 불참                | 불참                | 불참                | 불참                | 불참                | 불참                | 불참                | 불참                |
| 1904년           | 불참                | 불참                | 불참                | 불참                | 불참                | 불참                | 불참                | 불참                | 불참                |
| 1908년           | 불참                | 불참                | 불참                | 불참                | 불참                | 불참                | 불참                | 불참                | 불참                |
| 1912년           | 불참                | 불참                | 불참                | 불참                | 불참                | 불참                | 불참                | 불참                | 불참                |
| 1920년           | 유고슬라비아로 참가 | 유고슬라비아로 참가 | 유고슬라비아로 참가 | 유고슬라비아로 참가 | 유고슬라비아로 참가 | 유고슬라비아로 참가 | 유고슬라비아로 참가 | 유고슬라비아로 참가 | 유고슬라비아로 참가 |
| 1924년           | 유고슬라비아로 참가 | 유고슬라비아로 참가 | 유고슬라비아로 참가 | 유고슬라비아로 참가 | 유고슬라비아로 참가 | 유고슬라비아로 참가 | 유고슬라비아로 참가 | 유고슬라비아로 참가 | 유고슬라비아로 참가 |
| 1928년           | 유고슬라비아로 참가 | 유고슬라비아로 참가 | 유고슬라비아로 참가 | 유고슬라비아로 참가 | 유고슬라비아로 참가 | 유고슬라비아로 참가 | 유고슬라비아로 참가 | 유고슬라비아로 참가 | 유고슬라비아로 참가 |
| 1936년           | 유고슬라비아로 참가 | 유고슬라비아로 참가 | 유고슬라비아로 참가 | 유고슬라비아로 참가 | 유고슬라비아로 참가 | 유고슬라비아로 참가 | 유고슬라비아로 참가 | 유고슬라비아로 참가 | 유고슬라비아로 참가 |
| 1948년           | 유고슬라비아로 참가 | 유고슬라비아로 참가 | 유고슬라비아로 참가 | 유고슬라비아로 참가 | 유고슬라비아로 참가 | 유고슬라비아로 참가 | 유고슬라비아로 참가 | 유고슬라비아로 참가 | 유고슬라비아로 참가 |
| 1952년           | 유고슬라비아로 참가 | 유고슬라비아로 참가 | 유고슬라비아로 참가 | 유고슬라비아로 참가 | 유고슬라비아로 참가 | 유고슬라비아로 참가 | 유고슬라비아로 참가 | 유고슬라비아로 참가 | 유고슬라비아로 참가 |
| 1956년           | 유고슬라비아로 참가 | 유고슬라비아로 참가 | 유고슬라비아로 참가 | 유고슬라비아로 참가 | 유고슬라비아로 참가 | 유고슬라비아로 참가 | 유고슬라비아로 참가 | 유고슬라비아로 참가 | 유고슬라비아로 참가 |
| 1960년           | 유고슬라비아로 참가 | 유고슬라비아로 참가 | 유고슬라비아로 참가 | 유고슬라비아로 참가 | 유고슬라비아로 참가 | 유고슬라비아로 참가 | 유고슬라비아로 참가 | 유고슬라비아로 참가 | 유고슬라비아로 참가 |
| 1964년           | 유고슬라비아로 참가 | 유고슬라비아로 참가 | 유고슬라비아로 참가 | 유고슬라비아로 참가 | 유고슬라비아로 참가 | 유고슬라비아로 참가 | 유고슬라비아로 참가 | 유고슬라비아로 참가 | 유고슬라비아로 참가 |
| 1968년           | 유고슬라비아로 참가 | 유고슬라비아로 참가 | 유고슬라비아로 참가 | 유고슬라비아로 참가 | 유고슬라비아로 참가 | 유고슬라비아로 참가 | 유고슬라비아로 참가 | 유고슬라비아로 참가 | 유고슬라비아로 참가 |
| 1972년           | 유고슬라비아로 참가 | 유고슬라비아로 참가 | 유고슬라비아로 참가 | 유고슬라비아로 참가 | 유고슬라비아로 참가 | 유고슬라비아로 참가 | 유고슬라비아로 참가 | 유고슬라비아로 참가 | 유고슬라비아로 참가 |
| 1976년           | 유고슬라비아로 참가 | 유고슬라비아로 참가 | 유고슬라비아로 참가 | 유고슬라비아로 참가 | 유고슬라비아로 참가 | 유고슬라비아로 참가 | 유고슬라비아로 참가 | 유고슬라비아로 참가 | 유고슬라비아로 참가 |
| 1980년           | 유고슬라비아로 참가 | 유고슬라비아로 참가 | 유고슬라비아로 참가 | 유고슬라비아로 참가 | 유고슬라비아로 참가 | 유고슬라비아로 참가 | 유고슬라비아로 참가 | 유고슬라비아로 참가 | 유고슬라비아로 참가 |
| 1984년           | 유고슬라비아로 참가 | 유고슬라비아로 참가 | 유고슬라비아로 참가 | 유고슬라비아로 참가 | 유고슬라비아로 참가 | 유고슬라비아로 참가 | 유고슬라비아로 참가 | 유고슬라비아로 참가 | 유고슬라비아로 참가 |
| 1988년           | 유고슬라비아로 참가 | 유고슬라비아로 참가 | 유고슬라비아로 참가 | 유고슬라비아로 참가 | 유고슬라비아로 참가 | 유고슬라비아로 참가 | 유고슬라비아로 참가 | 유고슬라비아로 참가 | 유고슬라비아로 참가 |
| 1992년           | 유고슬라비아로 참가 | 유고슬라비아로 참가 | 유고슬라비아로 참가 | 유고슬라비아로 참가 | 유고슬라비아로 참가 | 유고슬라비아로 참가 | 유고슬라비아로 참가 | 유고슬라비아로 참가 | 유고슬라비아로 참가 |
| 1996년           | 진출 실패           | 진출 실패           | 진출 실패           | 진출 실패           | 진출 실패           | 진출 실패           | 진출 실패           | 진출 실패           | 진출 실패           |
| 2000년           | 진출 실패           | 진출 실패           | 진출 실패           | 진출 실패           | 진출 실패           | 진출 실패           | 진출 실패           | 진출 실패           | 진출 실패           |
| 2004년           | 조별리그            | 16위                | 3                   | 0                   | 0                   | 3                   | 3                   | 14                  | 0                   |
| 2008년 이후      | 없음                | 없음                | 없음                | 없음                | 없음                | 없음                | 없음                | 없음                | 없음                |
| 합계             | 12회 진출(12/23)    | 금메달(1회)         | 45                  | 23                  | 4                   | 18                  | 118                 | 95                  | 73                  |

### 지중해 게임
| 지중해 게임 기록 | 지중해 게임 기록    | 지중해 게임 기록    | 지중해 게임 기록    | 지중해 게임 기록    | 지중해 게임 기록    | 지중해 게임 기록    | 지중해 게임 기록    | 지중해 게임 기록    | 지중해 게임 기록    |
| 년도             | 결과                | 순위                | 경기                | 승                  | 무*                 | 패                  | 득점                | 실점                | 승점                |
| ---------------- | ------------------- | ------------------- | ------------------- | ------------------- | ------------------- | ------------------- | ------------------- | ------------------- | ------------------- |
| 1951년           | 유고슬라비아로 참가 | 유고슬라비아로 참가 | 유고슬라비아로 참가 | 유고슬라비아로 참가 | 유고슬라비아로 참가 | 유고슬라비아로 참가 | 유고슬라비아로 참가 | 유고슬라비아로 참가 | 유고슬라비아로 참가 |
| 1955년           | 유고슬라비아로 참가 | 유고슬라비아로 참가 | 유고슬라비아로 참가 | 유고슬라비아로 참가 | 유고슬라비아로 참가 | 유고슬라비아로 참가 | 유고슬라비아로 참가 | 유고슬라비아로 참가 | 유고슬라비아로 참가 |
| 1959년           | 유고슬라비아로 참가 | 유고슬라비아로 참가 | 유고슬라비아로 참가 | 유고슬라비아로 참가 | 유고슬라비아로 참가 | 유고슬라비아로 참가 | 유고슬라비아로 참가 | 유고슬라비아로 참가 | 유고슬라비아로 참가 |
| 1963년           | 유고슬라비아로 참가 | 유고슬라비아로 참가 | 유고슬라비아로 참가 | 유고슬라비아로 참가 | 유고슬라비아로 참가 | 유고슬라비아로 참가 | 유고슬라비아로 참가 | 유고슬라비아로 참가 | 유고슬라비아로 참가 |
| 1967년           | 유고슬라비아로 참가 | 유고슬라비아로 참가 | 유고슬라비아로 참가 | 유고슬라비아로 참가 | 유고슬라비아로 참가 | 유고슬라비아로 참가 | 유고슬라비아로 참가 | 유고슬라비아로 참가 | 유고슬라비아로 참가 |
| 1971년           | 유고슬라비아로 참가 | 유고슬라비아로 참가 | 유고슬라비아로 참가 | 유고슬라비아로 참가 | 유고슬라비아로 참가 | 유고슬라비아로 참가 | 유고슬라비아로 참가 | 유고슬라비아로 참가 | 유고슬라비아로 참가 |
| 1975년           | 유고슬라비아로 참가 | 유고슬라비아로 참가 | 유고슬라비아로 참가 | 유고슬라비아로 참가 | 유고슬라비아로 참가 | 유고슬라비아로 참가 | 유고슬라비아로 참가 | 유고슬라비아로 참가 | 유고슬라비아로 참가 |
| 1979년           | 유고슬라비아로 참가 | 유고슬라비아로 참가 | 유고슬라비아로 참가 | 유고슬라비아로 참가 | 유고슬라비아로 참가 | 유고슬라비아로 참가 | 유고슬라비아로 참가 | 유고슬라비아로 참가 | 유고슬라비아로 참가 |
| 1983년           | 유고슬라비아로 참가 | 유고슬라비아로 참가 | 유고슬라비아로 참가 | 유고슬라비아로 참가 | 유고슬라비아로 참가 | 유고슬라비아로 참가 | 유고슬라비아로 참가 | 유고슬라비아로 참가 | 유고슬라비아로 참가 |
| 1987년           | 유고슬라비아로 참가 | 유고슬라비아로 참가 | 유고슬라비아로 참가 | 유고슬라비아로 참가 | 유고슬라비아로 참가 | 유고슬라비아로 참가 | 유고슬라비아로 참가 | 유고슬라비아로 참가 | 유고슬라비아로 참가 |
| 1991년           | 유고슬라비아로 참가 | 유고슬라비아로 참가 | 유고슬라비아로 참가 | 유고슬라비아로 참가 | 유고슬라비아로 참가 | 유고슬라비아로 참가 | 유고슬라비아로 참가 | 유고슬라비아로 참가 | 유고슬라비아로 참가 |
| 1993년           | 출전 금지           | 출전 금지           | 출전 금지           | 출전 금지           | 출전 금지           | 출전 금지           | 출전 금지           | 출전 금지           | 출전 금지           |
| 1997년           | 조별리그            | 5위                 | 2                   | 1                   | 1                   | 0                   | 3                   | 1                   | 4                   |
| 2001년           | 진출 실패           | 진출 실패           | 진출 실패           | 진출 실패           | 진출 실패           | 진출 실패           | 진출 실패           | 진출 실패           | 진출 실패           |
| 2005년           | 진출 실패           | 진출 실패           | 진출 실패           | 진출 실패           | 진출 실패           | 진출 실패           | 진출 실패           | 진출 실패           | 진출 실패           |
| 2009년 이후      | 없음                | 없음                | 없음                | 없음                | 없음                | 없음                | 없음                | 없음                | 없음                |
| 합계             | 5회 진출(5/15)      | 금메달(2회)         | 18                  | 12                  | 3                   | 3                   | 48                  | 15                  | 39                  |

## 같이 보기
- 유고슬라비아 축구 국가대표팀
- 세르비아 축구 국가대표팀
- 몬테네그로 축구 국가대표팀